# Художественный музей Лагуна-Бич
Художественный музей Лагуна-Бич (англ. Laguna Art Museum) — культурное учреждение США, расположенное в городе Лагуна-Бич, штат Калифорния.
В музее представлены экспонаты и произведения искусства, созданные художниками Калифорнии. В отличие от любого другого музея в Соединённых Штатах, он собирает только произведения  искусства, охватывающие все стили и направления, начиная с девятнадцатого века по сегодняшний день. Музей является членом программы North American Reciprocal Museums.
Своё начало ведет от художественного объединения Лугуна-Бич (англ. Laguna Beach Art Association), сформировавшегося из местных художников в 1918 году и зарегистрированного в 1920 году, первым президентом которого был художник Эдгар Пейн. Первоначально коллекция музея находилась в одном из коттеджей города. В 1929 году при помощи другой влиятельной художницы — Анны Хиллс, была построена специальная галерея, спроектированная лос-анджелесским архитектором Myron Hunt.
C ростом коллекции музея и проведением выставок, галерея стала превращаться в музей, который официально был зарегистрирован в 1972 году, получив название Laguna Beach Museum of Art. В 1986 году он стал называться  Laguna Art Museum, расширился и находится в таком виде по настоящее время.